# 董直愚
董直愚（16世紀—17世紀），字肖初，山西汾州府介休縣人，明朝政治人物。

## 生平
董直愚是天啟元年（1621年）山西鄉試舉人，五年（1625年）成進士，獲授蘭陽知縣，調任商丘、膚施，三地都有聲譽。之後升任兵部職方司主事，調任吏部稽勳司，轉為員外郎，很快致仕，明朝滅亡後不再出仕，以壽終。

## 引用
1. 1 2  嘉慶《介休縣志·卷九·人物》：董直愚，字肖初，天啟乙丑進士，任蘭陽知縣，調繁商邱，再補膚施，循聲屢著；擢兵部職方司主事，調吏部稽勳司，轉員外郎，鼎革後不仕以壽終。
2. ↑  嘉慶《介休縣志·卷六·選舉》：辛酉科 天啟元年（舉人） 董直愚 詳進士……乙丑科余煌榜 天啟五年（進士） 董直愚 厯官吏部文選司員外郎，有傳
3. ↑  錢海岳《南明史·卷八十九·列傳第六十五》：時山西遺臣：……介休則董直愚，字肖初，天啟五年進士，歷蘭陽、商丘、膚施知縣，職方主事，稽勳員外郎，致仕。